# Pop Idol
Pop Idol ist ein vom britischen Fernsehsender ITV produzierter Gesangstalentwettbewerb bzw. eine Castingshow. Zwischen 2001 und 2003 wurden zwei Staffeln produziert. Das Konzept stammt vom britischen Produzenten und Spice-Girls-Schöpfer Simon Fuller. Zur Jury gehörte der Produzent und Songwriter Pete Waterman.
Am 9. Februar 2002 gewann Will Young das Finale der ersten Staffel. Das Finale sahen fast 14 Millionen Zuschauer – die höchste Zuschauerzahl für ITV an einem Samstagabend seit zwei Jahren. Von August bis Dezember 2003 wurde die zweite Staffel ausgestrahlt mit Michelle McManus als Gewinnerin.
Nach der zweiten Staffel von Pop Idol entschied Simon Cowell, der in beiden Staffeln von Pop Idol als Jurymitglied auftrat, eine eigene Castingshow, The X Factor, zu produzieren, die ähnlich konzipiert ist. Daraufhin kaufte ITV dieses Format und stoppte die weitere Produktion von Pop Idol. Simon Fuller gab nach Ablauf der Produktionsrechte von ITV an Pop Idol im Jahr 2006 bekannt, sein Format in Großbritannien wiederbeleben zu wollen.

## Internationale Vermarktung

Länder mit einer Version von Pop Idol

Das Format wurde weltweit vermarktet und läuft dort unter erworbener Pop-Idol-Lizenz. In Deutschland wird die Sendung unter dem Namen Deutschland sucht den Superstar auf RTL seit 2002 ausgestrahlt. Zu den weiteren Staaten zählen unter anderem die USA (American Idol), Kanada (Canadian Idol), Australien (Australian Idol), die Philippinen (Philippine Idol), Kasachstan (SuperStar KZ), Frankreich (Nouvelle Star), Indien (Indian Idol), Indonesien (Indonesian Idol) und Estland (Eesti otsib superstaari). Bei allen Produktionen werden Titelmusik und Schriftzug übernommen, sodass die Zusammengehörigkeit der international unterschiedlich benannten Formate erkennbar ist.
Die Gewinner der Landesausgaben 2003 traten zum bisher einmaligen World Idol in London an, es gewann der Repräsentant Norwegens, Kurt Nilsen.